# Klickfarm
Eine Klickfarm ist eine Form des Klickbetrugs, bei der eine große Gruppe von niedrig bezahlten Arbeitnehmern angeheuert wird, um auf bezahlte Werbelinks für den Klickbetrüger (Klickfarm-Master oder Klickfarmer) zu klicken. Die Arbeiter klicken auf die Links, surfen eine Zeit lang auf der Ziel-Website und melden sich möglicherweise für Newsletter an, bevor sie auf einen anderen Link klicken. Für viele dieser Beschäftigten kann das Anklicken einer ausreichenden Anzahl von Anzeigen pro Tag ihre Einnahmen erheblich steigern und auch eine Alternative zu anderen Arten von Arbeit sein. Für einen automatisierten Filter ist es äußerst schwierig, diesen simulierten Verkehr als gefälscht zu erkennen, da das Besucherverhalten genau dem eines tatsächlich legitimen Besuchers zu entsprechen scheint.
Gefälschte Likes, die durch Klickfarmen erzeugt werden, unterscheiden sich wesentlich von denen, die durch Bots entstehen, bei denen Computerprogramme von Software-Experten geschrieben werden. Um solchen Problemen beizukommen, entwickeln Firmen wie Facebook Algorithmen, die versuchen, Benutzerkonten mit ungewöhnlicher Aktivität (z. B. zu viele Seiten in kurzer Zeit „liken“) zu löschen.

## Logistik
Klick-Farmen befinden sich in der Regel in Entwicklungsländern, wie Indien, Nepal, Sri Lanka, Ägypten, Indonesien, den Philippinen und Bangladesch aber auch in China. Das Geschäft der Klickfarmen erstreckt sich auf die Generierung von Likes und Follower auf Social-Media-Plattformen wie Facebook, Twitter, Instagram, Pinterest und anderen. Die Arbeitnehmer erhalten im Durchschnitt einen US-Dollar für tausend Likes oder für das Folgen von tausend Benutzern auf Twitter.
Klickfarmen verkaufen die generierten Likes ihren Kunden zu einem viel höheren Preis: Der Daily Mail zufolge „verkaufte BuyPlusFollowers 250 Google+- Likes für 12,95 Dollar, InstagramEngine verkaufte 1.000 Instagram-Follower für 12,00 Dollar und AuthenticHits verkaufte 1.000 SoundCloud-Wiedergaben für 9,00 Dollar“.
Im Juni 2017 wurde in Thailand eine Klickfarm mit Hunderten von Mobiltelefonen und mehreren Hunderttausend SIM-Karten entdeckt, mit denen Likes und Seitenabrufe zu WeChat aufgebaut wurden.
Es gibt zwei Methoden: Die erste besteht darin, Betrüger von Konkurrenten anzuheuern, um das Werbebudget des Konkurrenten zu erschöpfen, damit sie ihre Anzeigen zu geringeren Kosten in höheren Pay-per-Click-Ranglisten anzeigen lassen können.
In diesem Fall wird der Wettbewerber geschwächt, anstatt im Pay-per-Click-Bietsystem überboten zu werden. Die von dem Betrüger getätigte Investition in die Klickfarm macht nur einen sehr kleinen Bruchteil des Betrages aus, den der Wettbewerber verliert.
Die zweite Möglichkeit besteht darin, dass die Klickfarm-Mitarbeiter eingestellt werden, um auf Anzeigen auf der eigenen Website des Klickfarmers zu klicken. Auf diese Weise wird das Geld, das den Werbetreibenden verloren geht, durch den Klickfarmer gewonnen und nicht wie bei der ersten Methode durch die Suchmaschinen und Content-Netzwerke.
Der Bedarf an Klick-Farming entsteht, weil, wie die Zeitung The Guardian feststellte, 31 % aller Benutzer Bewertungen und Rezensionen, einschließlich Likes und Twitter-Follower, überprüfen, bevor sie sich entscheiden, etwas zu kaufen.
Dies zeigt die zunehmende Bedeutung, die Unternehmen, Prominente und andere Organisationen der Zahl ihrer Likes und Anhänger beimessen. Dies wiederum schafft monetäre Werte für Likes und Anhänger, was bedeutet, dass Unternehmen und Prominente sich gezwungen sehen, ihre Likes Zahl zu erhöhen, um ein positives Online-Profil zu schaffen.
Pay-per-Click-Anbieter wie Google, Yahoo und seinerzeit MSN unternehmen erhebliche Anstrengungen zur Bekämpfung von Klickbetrug. Automatisierte Filter entfernen die meisten Klickbetrugsversuche an der Quelle. Deanna Yick, eine Sprecherin von Google in Mountain View, Kalifornien, sagte, dass „wir unsere Systeme so gestalten, dass sie Bot-bezogene Angriffe abfangen“.

## Implikationen
Die Engagement-Rate, eine Leistungsmetrik, die die Qualität von Social-Media-Aktivitäten wie Facebook-Likes oder Twitter-Retweets misst, kann im Sinne von "Engagement pro Follower" interpretiert werden, gemessen durch Division der Rohwerte der Social-Media-Aktivitäten durch die Anzahl der Follower.
Nutzer, die sich an kurzfristigen Klick-Farm-Diensten beteiligen, sehen wie ihre Beteiligungsrate mit der Zeit abstürzt, da die anfängliche Zunahme des Volumens der Social-Media-Aktivitäten mit dem Ende der Klick-Farm-Dienste abnimmt, verbunden mit der Zunahme sogenannter Fake-Follower.
Die italienischen Sicherheitsforscher und Blogger Andrea Stroppa und Carla De Micheli schätzten im Jahr 2013, dass der Verkauf gefälschter Twitter-Follower das Potenzial hat, bisher 40 bis 360 Millionen US-Dollar einzubringen, und dass gefälschte Facebook-Aktivitäten 200 Millionen US-Dollar pro Jahr einbringen.
Etwa 40 bis 80 Prozent der Facebook-Werbung wird auf einer Pay-per-Click-Basis gekauft. Werbetreibende haben behauptet, dass etwa 20 Prozent der Facebook-Klicks ungültig sind, und sie haben versucht, Rückerstattungen seitens Facebook zu erhalten.
Einige Unternehmen haben versucht, die Auswirkungen von Click-Farming abzuschwächen. Coca-Cola machte seine Super-Bowl-Werbung 2010 "Hard Times" privat, nachdem es erfahren hatte, dass sie auf Shareyt geteilt wurde, und gab eine Erklärung heraus, dass es "falsche Fans nicht gutheiße".
Hasbro wurde auf ein Online-Casino aufmerksam gemacht, ein Unterlizenznehmer seiner Monopoly-Marke hatte gefälschte Facebook-Likes hinzugefügt und sich daher an Facebook gewandt, um die Website zu entfernen. Hasbro gab eine Erklärung ab, dass es "entsetzt sei, von den Vorfällen zu hören" und behauptete, keine Vorkenntnisse über die Seite zu haben.

## Reaktionen der Werbeanbieter
Facebook gab eine Erklärung heraus, in der es heißt: "Ein Like welches nicht von jemandem kommt, der wirklich daran interessiert ist, mit der Marke in Verbindung zu treten, kommt niemandem zugute. Wenn Sie eine Facebook-Seite betreiben und Ihnen jemand anbietet, die Anzahl Ihrer Fans gegen Geld zu erhöhen, raten wir Ihnen, dies nicht anzunehmen – nicht zuletzt, weil es gegen unsere Regeln verstößt und die Wahrscheinlichkeit groß ist, dass solche Seiten von unseren automatischen Systemen gelöscht werden. Wir untersuchen und überwachen "ähnliche Anbieter", und wenn wir feststellen, dass sie gefälschte Likes verkaufen oder Gespräche aus gefälschten Profilen generieren, werden wir sie schnell von unserer Plattform sperren."
Andrea Faville berichtete 2014, dass die Unternehmen Alphabet Inc., Google und YouTube "gegen schlechte Benutzer vorgehen werden, die versuchen, unsere Systeme zu manipulieren". LinkedIn-Sprecher Doug Madey sagte, der Kauf von Verbindungen "verwässert die Erfahrung der Mitglieder, verstößt gegen ihre Nutzungsvereinbarungen und kann auch zur Schließung von Konten führen".
Der Geschäftsführer und Gründer von Instagram, Kevin Systrom, berichtet: "Wir haben  Spam-Konten von Instagram kontinuierlich deaktiviert".
Eine erste Bereinigung von Facebook von gefälschten Likes und Konten fand von August bis September 2012 statt. Laut dem Finanzbericht 2014 von Facebook an die Securities and Exchange Commission wurden schätzungsweise 83 Millionen falsche Konten gelöscht, was etwa 6,4 % der seinerzeit insgesamt 1,3 Milliarden Konten auf Facebook ausmachte. Der Technologieriese Dell verlor innerhalb von 24 Stunden 107.889 Likes (2,87 % seiner gesamten Likes). Milliarden von gefälschten YouTube-Video Abrufen wurden gelöscht, nachdem sie von Prüfern aufgedeckt wurden.
Instagram führte eine Säuberungsaktion durch, die als „Instagram Rapture“ bezeichnet wurde und von der viele Konten betroffen waren – darunter auch das eigene Konto von Instagram, das 18.880.211 Anhänger verlor.